# Ален Леметр
Ален Леметр (ісп. Alain Lemaitre; нар. 14 жовтня 1968) — колишній мексиканський тенісист.
Найвищу одиночну позицію світового рейтингу — 344 місце досяг 16 квітня 1990, парну — 328 місце — 12 березня 1990 року.

## Фінали ATP Челленджер

### Парний розряд: 1 (1–0)
| Результат | Ранг | Дата     | Турнір           | Покриття | Партнер       | Суперники                     | Рахунок       |
| --------- | ---- | -------- | ---------------- | -------- | ------------- | ----------------------------- | ------------- |
| Перемога  | 1.   | Жов 1989 | Богота, Колумбія | Ґрунт    | Роберто Лопес | Карлос Клаверіє Альфонсо Мора | 3–6, 6–3, 6–0 |